# Michele De Marco
Michele De Marco, noto anche con lo pseudonimo di Ciardullo (Pedace, 17 marzo 1884 – Cosenza, 10 marzo 1954), è stato un poeta, commediografo e giornalista italiano, autore di scritti in dialetto calabrese.

## Biografia
Michele De Marco, in arte "Ciardullo", nacque a Perito, una frazione di Pedace, in una famiglia appartenente alla locale borghesia intellettuale. Ricevette i primi insegnamenti e un sostegno per l'attività letteraria dal padre Vittorio e dallo zio Pietro. Suo padre Vittorio, di professione avvocato, scrisse versi libertini in vernacolo pubblicati con lo pseudonimo di Crautu Gervinu, e poeti sono anche i due figli di Ciardullo: Francesco (Ciccio) e Raffaele (Lulluzzo).
La sua preparazione letteraria e umanistica iniziò nel collegio italo-albanese di San Demetrio Corone proseguendo poi nel liceo classico di Cosenza. Nel 1907, conseguita la laurea in giurisprudenza all'università di Urbino con una tesi in diritto amministrativo, esercitò dapprima la professione di avvocato. Il suo studio legale, sempre aperto alle istanze dei più deboli e situato  nel centro storico di Cosenza, nei pressi di Piazza Duomo, chiuse i battenti quando rifiutò la tessera del Partito Nazionale Fascista. Insegnò poi lingua francese e italiano a Cosenza per lungo tempo; qui poté frequentare le massime autorità in campo letterario e artistico, che avevano spesso come punto di ritrovo lo storico caffè Renzelli.

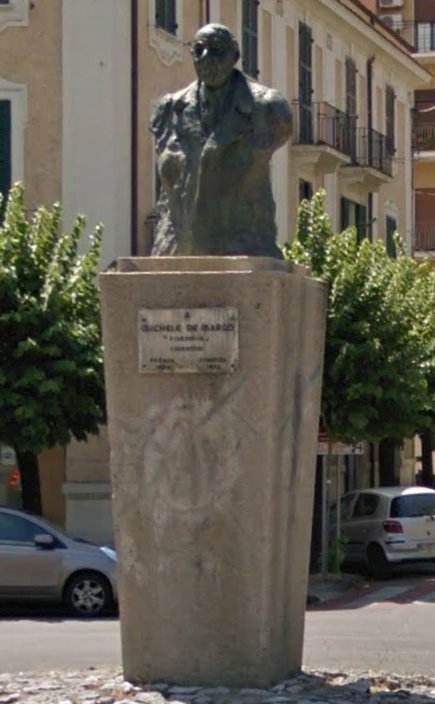
Monumento a Michele De Marco, Piazza XXV Luglio, Cosenza

Fu irriducibile antifascista e cercò di diffondere i valori di uguaglianza e di dignità sociale attraverso i giornali da lui fondati e diretti, l'Ohè e Calabria Democratica. Durante il periodo fascista collaborò con il giornale satirico Fra' Nicola fustigando in versi il conformismo e l'arretratezza della società cosentina del periodo prebellico. Le pungenti satire contro l'ottusità e la violenza fascista sono tutt'oggi conosciute ed apprezzate.
Dopo la seconda guerra mondiale fu sindaco di Pedace di nomina prefettizia per volontà di Pietro Mancini (poi costituente e parlamentare socialista) e dei partiti antifascisti. L'atto di nomina a sindaco fu firmato, oltre che dal prefetto Mancini e da De Marco stesso, anche da Cesare Curcio (in rappresentanza del PCI) e Annunziato De Luca (In rappresentanza della DC).
Ciardullo riavviò la rinascita del paese e diede modo a un gruppo di giovani di mettere in vita una compagnia teatrale da lui diretta. Nel 1949 aderì al movimento pacifista Partigiani della Pace, partecipando, assieme a Rita Pisano, al Congresso di Parigi.
Si spense il 10 marzo 1954, a settant'anni, nella casa del figlio Pietro.
I funerali si svolsero nel Duomo di Cosenza due giorni dopo, alla presenza di una folla immensa arrivata da ogni angolo della provincia.
L’Accademia Ciardullo,  diretta dal nipote Francesco, ha promosso  il «Premio Letterario Michele De Marco – Ciardullo». L'associazione MIDE "Michele De Marco" ha curato la redazione e la pubblicazione delle opere. Molti accademici, docenti e ricercatori universitari hanno rivolto a lui la propria attenzione scientifica.
Il Comune di Cosenza, oltre al mezzo busto in Piazza XXV Luglio, gli ha intitolato la Scuola Secondaria di Primo Grado “De Marco Ciardullo”.
Nel 2012 il Comune di Roma gli ha intitolato una strada.

## Poesia e produzione teatrale
I versi in dialetto furono raccolti nel 1940 in un volume con lo pseudonimo di "Ciardullo". Fu anche scrittore di teatro. Scrisse drammi, farse e commedie in dialetto calabrese, raccolti nel 1984 in volume da Antonio Piromalli. La sua produzione letteraria è molto vasta e spazia dalla poesia in dialetto al teatro, alla satira in lingua e al giornalismo.

## Vita privata
Nel 1911 sposò Maria Aloisa Martire; dalla quale ebbe sei figli: Carmela, Pietro, Dora, Francesco, Teresa, Liliana. La moglie morì nel 1921. Michele De Marco si risposò quindi nel 1929 con la sorella della moglie defunta, Gilda Martire, e da lei ebbe un altro figlio.

## Opere
- Le poesie . Cosenza: Brenner, 1968 (edizione a cura di Antonio Piromalli. Pedace: MIDE, 1984)
- Il teatro. A cura di Antonio Piromalli. Pedace: MIDE, 1984
- La satira. A cura di Antonio Piromalli. Pedace: MIDE, 1984
- Lupi della Sila . Cosenza: D. Chiappetta, 1931 (con disegni di Baratta. Cosenza: Barbieri, 1950)
- Poesie e teatro . Cosenza: Casa del libro, 1968
- Statti tranquillu... nun cce pensare. Cosenza: Casa del libro, 1968